# Авторский канал «Невский проспект»

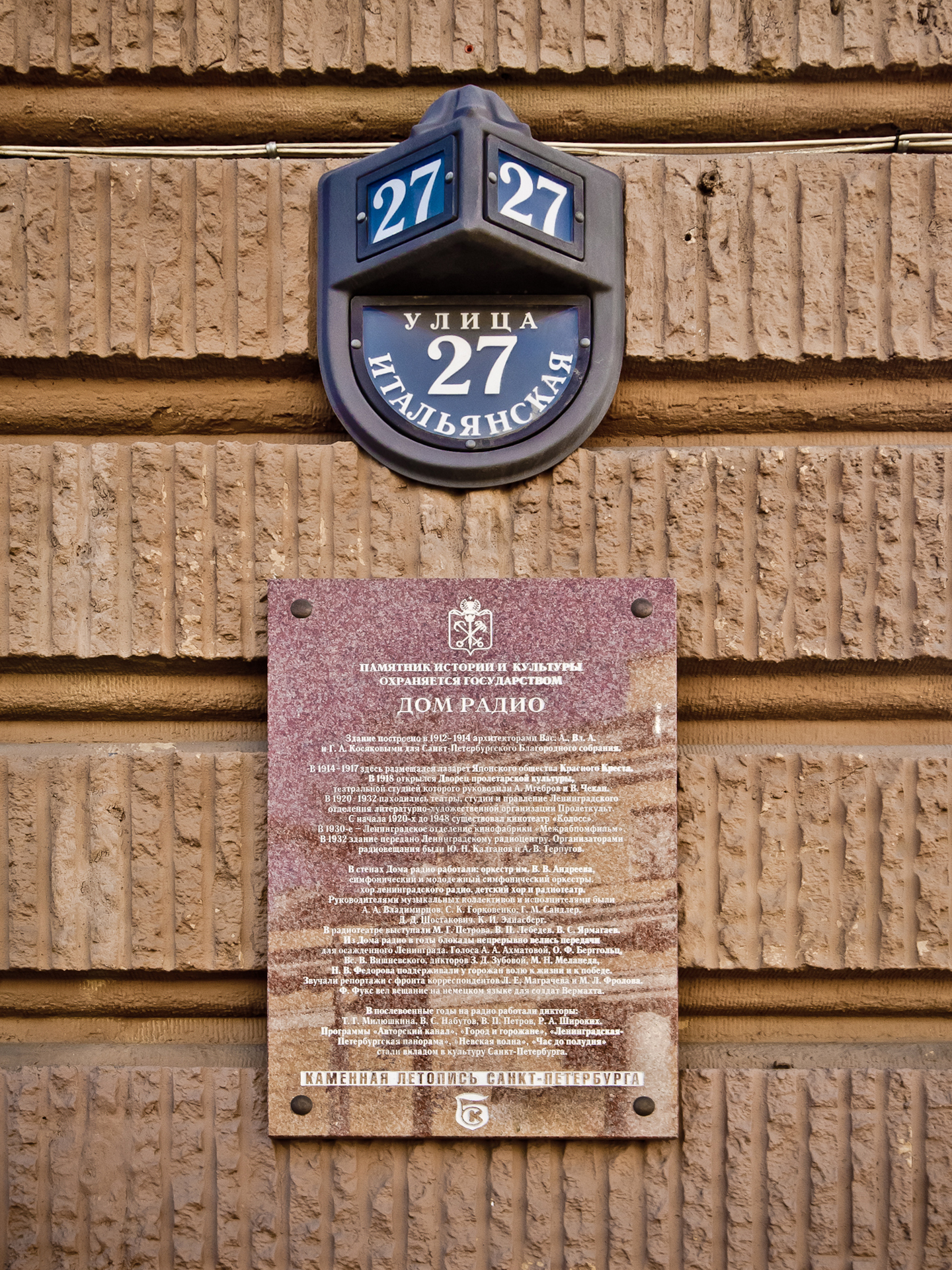
Мемориальная доска на фасаде Ленинградского Дома Радио в Санкт-Петербурге. Среди перечисленных в тексте программ — "Авторский канал".

Авторский канал «Невский проспект» — творческое объединение, существовавшее на радио «Петербург» («Петербург — 5 канал») с мая 1993  по декабрь 1996 года.
АК «НП» стал первым художественно-публицистическим радиоканалом, выходящим на государственном Петербургском радио без цензуры, в прямом эфире. Ведущий дня целиком формировал трехчасовую программу: приглашал в студию гостей, задавал темы для обсуждения, готовил передачи в записи.

## Формат
Программа АК «НП» выходила в эфир 5 раз в неделю — утром по будням, с 9.00 по 12.00, — и состояла из 3-х частей. Первый час обычно посвящался политической публицистике, второй — историко-культурным сюжетам, третий — предметам более «легковесным» (от лирических зарисовок из городской жизни до уроков английского, кулинарии и т. п.).

## Сотрудники
Регулярными ведущими канала и авторами наполнявших его сюжетов-передач выступали главный редактор АК «НП» журналист Наталья Ухова, литературовед Леонид Дубшан, писатели Николай Крыщук и Виталий Кржишталович, актер и режиссёр Вадим Жук, поэты Елена Елагина и Андрей Крыжановский , журналисты Анна Всемирнова, Галина Гаврилова , Ольга Комарова, Ольга Смирнова , Людмила Смирнова, Ольга Суровегина, Тамара Филиппова, Татьяна Путренко, Наталья Савощик, Ирина Павлова, Николай Кавин, религиовед Александр Щипков, музыканты Марина Ланда, Эдуард Ивков , Александр Харьковский. В подготовке программ принимали участие режиссёры Галина Дмитренко, Светлана Томилина (Коренникова), актеры Андрей Толубеев, Сергей Дрейден, Иван Краско, Александр Лыков и многие другие.

## Участники
В программах Авторского канала «Невский проспект» выступали Дмитрий Лихачёв, Даниил Гранин, Александр Панченко, Анатолий Собчак, Никита Толстой, Григорий Померанц, Владимир Бахтин, Галина Старовойтова, Александр Кушнер, Олег Басилашвили, Юрий Шмидт, Юлий Рыбаков, Яков Гордин, Самуил Лурье, Андрей Арьев, Михаил Герман, Людмила Славгородская, Леонид Гаккель, Дмитрий Мачинский, Юлий Ким, Александр Городницкий, Никита Елисеев, Даниил Коцюбинский. 

## Рубрики и передачи
Творческим объединением АК «НП» готовились также передачи, звучавшие отдельно от канала — в выходные и праздничные дни.
Постоянные рубрики канала и программы Авторского канала: «Невский наблюдатель», «Слушать подано!», «Реформаторы России», «Ностальгия-каналья», «Отдушина», «Музыкальный полиглот», «Поговорим без нот», «Музыкальная сноска», «Час новой музыки», «Во что верит Россия», «Символ веры», «Домовой».

## Имена
Исторические и литературные программы Авторского канала, передачи об искусстве открывали публике запрещенные или малоизвестные доселе имена, предлагали новый, свободный от советской идеологии, взгляд на события мировой и отечественной истории, культуры. Радиоспектакли и литературные чтения предлагали широкому слушателю познакомиться — впервые или заново — с произведениями Радия Погодина, Курта Воннегута, Хулио Кортасара, Эриха Марии Ремарка, Михаила Булгакова, Даниила Хармса, Иосифа Бродского, Фазиля Искандера, Евгения Шварца, Айрис Мердок, Генриха Бёлля, Славомира Мрожека, Карела Чапека, Булата Окуджавы, Андрея Битова, Виктора Голявкина, Михаила Кураева, Валерия Попова, Дмитрия Сухарева, Виктора Пелевина, Людвика Ашкенази, Марины Москвиной, Сергея Носова.
Музыкальные программы представляли радиослушателям панораму классической и современной авангардной музыки, а также отечественной авторской песни. Среди авторов-исполнителей, чьи произведения звучали в программах Авторского канала, не только классики авторской песни — Александр Галич, Булат Окуджава, Юлий Ким, Юрий Визбор, Владимир Высоцкий, Александр Городницкий, Юрий Кукин, — но и авторы последующих поколений: Владимир Ланцберг, Юрий Устинов, Михаил Трегер, Михаил Щербаков, Владимир Качан, Сергей и Татьяна Никитины, Алексей Иващенко и Георгий Васильев, Александр Алабин и Сергей Швец. В программах о классической и авангардной музыке звучали произведения Густава Малера, Альбана Берга, Игоря Стравинского, Дмитрия Шостаковича, Яниса Ксенакиса, Джона Кейджа, Альфреда Шнитке, Валерия Гаврилина, Александра Кнайфеля, Владимира Усачевского, Софии Губайдулиной.

## Прекращение работы
Прекращение деятельности творческого объединения было связано с изменением отношения руководства радио к программам, выходящим в прямом эфире без предварительной цензуры. Несколько ведущих сотрудников Авторского канала уволились в знак протеста против попыток административными методами контролировать круг приглашаемых в передачу лиц и тематику программ.